# Хоенберг ан дер Егер
Хоенберг ан дер Егер (њем. Hohenberg an der Eger) град је у њемачкој савезној држави Баварска. Једно је од 17 општинских средишта округа Вунзидел (Фихтел). Према процјени из 2010. у граду је живјело 1.462 становника. Посједује регионалну шифру (AGS) 9479127.

## Географски и демографски подаци
Хоенберг ан дер Егер се налази у савезној држави Баварска у округу Вунзидел (Фихтел). Град се налази на надморској висини од 525 метара. Површина општине износи 8,2 km². У самом граду је, према процјени из 2010. године, живјело 1.462 становника. Просјечна густина становништва износи 179 становника/km².